# Ordem quadrática
Em matemática, uma função é de Ordem quadrática (ou ainda, apresenta crescimento quadrático) quando os valores de seu resultado são proporcionais ao quadrado do valor do seu argumento (comumente representado por x). Na Notação O:
f(x) = O(x²)
São exemplos de funções que apresentam crescimento quadrático toda equação polinomial de grau 2. Por exemplo:  f(x) = 3x² + 5x
Diz-se também que um algoritmo é de ordem quadrática quando a função que descreve sua complexidade é quadrática. Nesse caso o algoritmo é classificado como O(n²).